# Hans Ludwig Ertinger

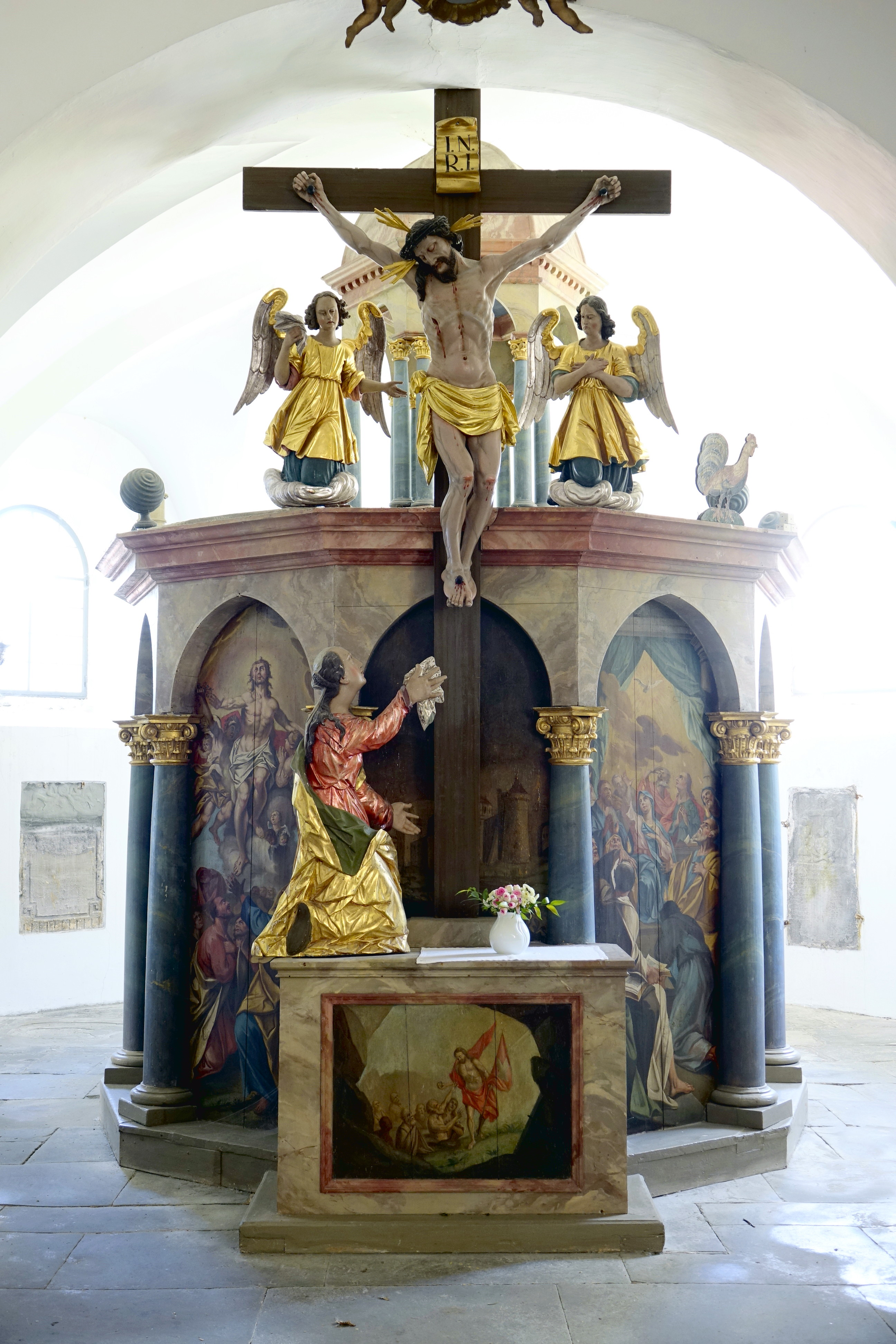
Hl. Grab in Bühl

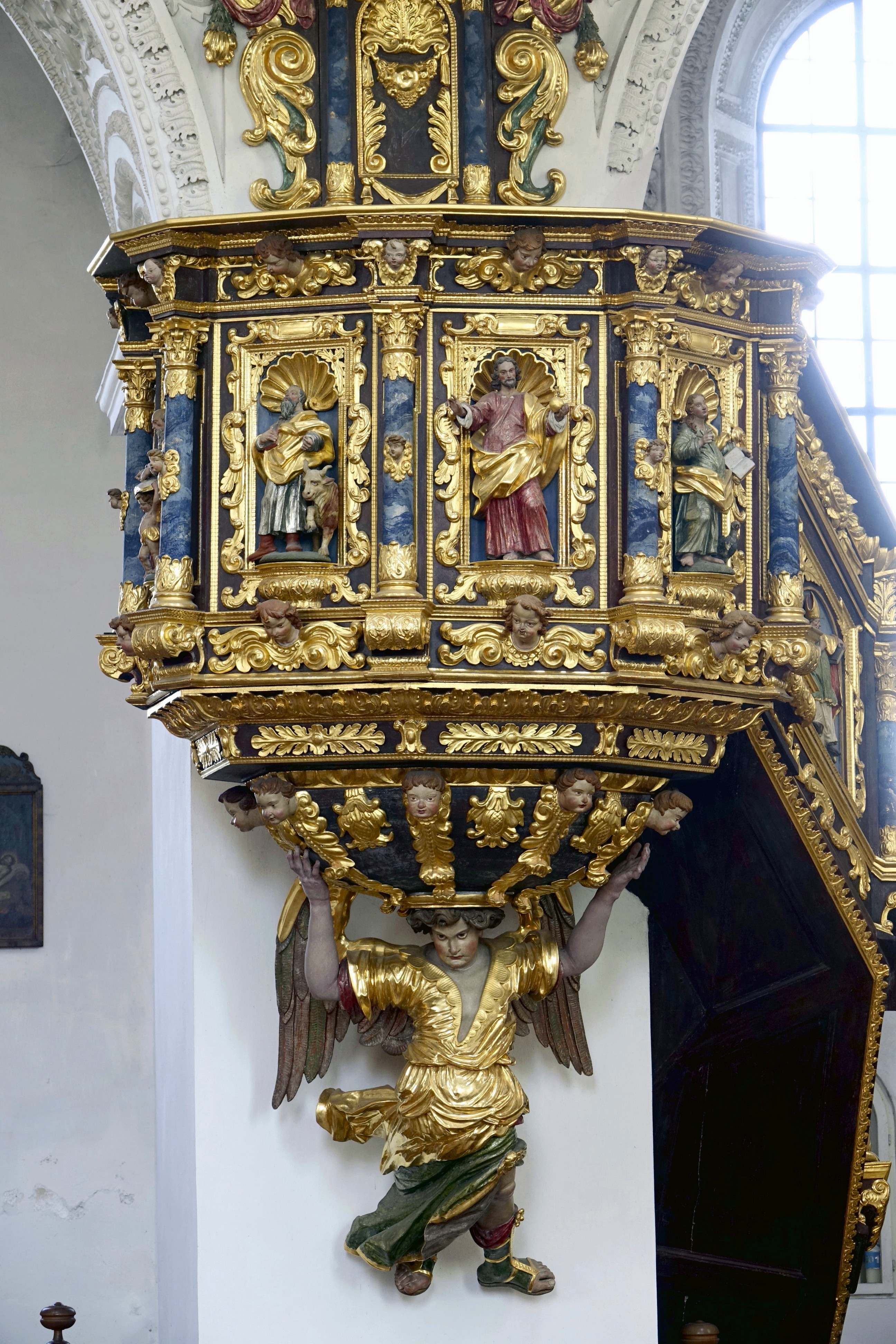
Kanzel in Kirchhaslach

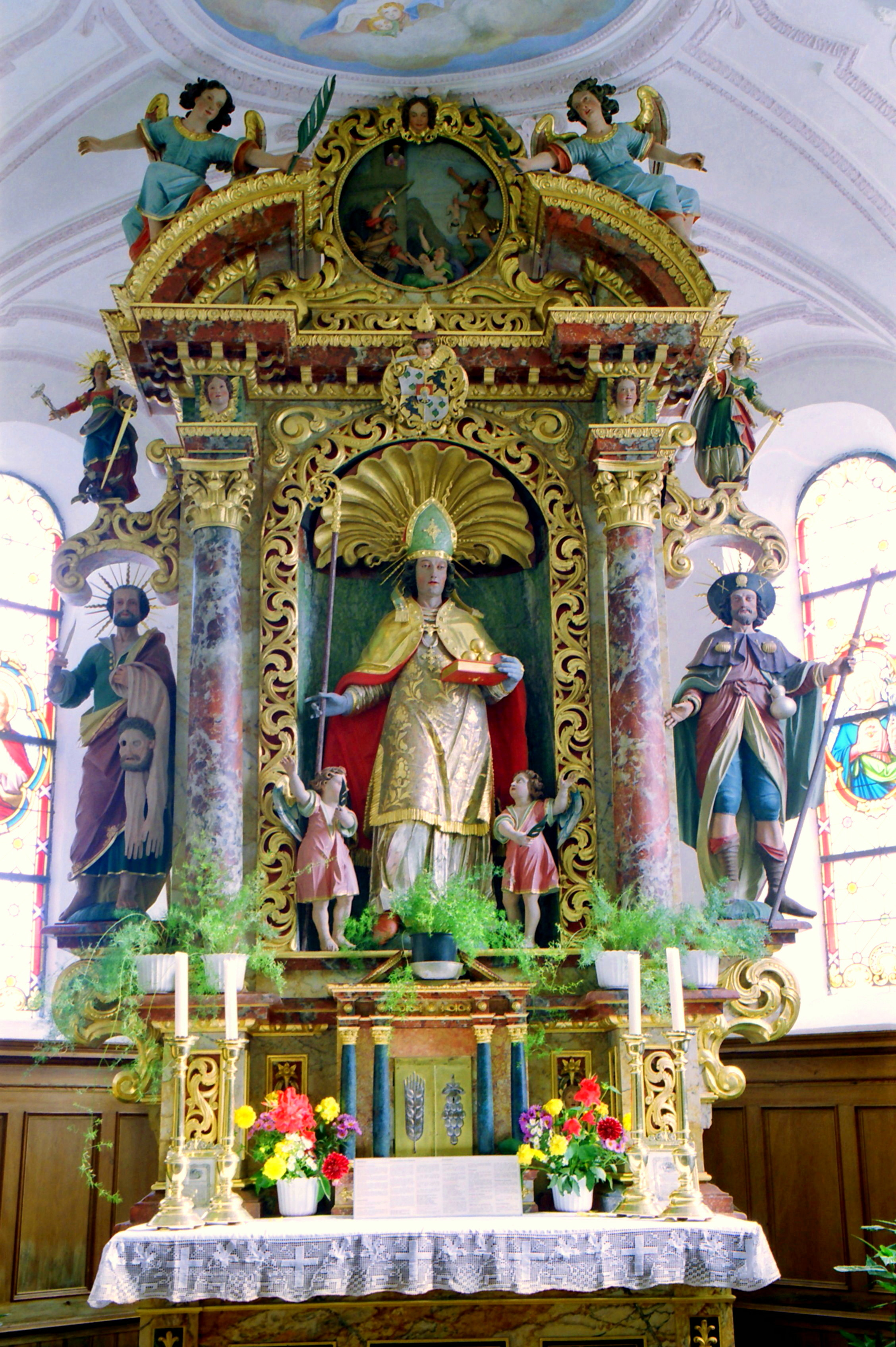
Hochaltar in Wirlings

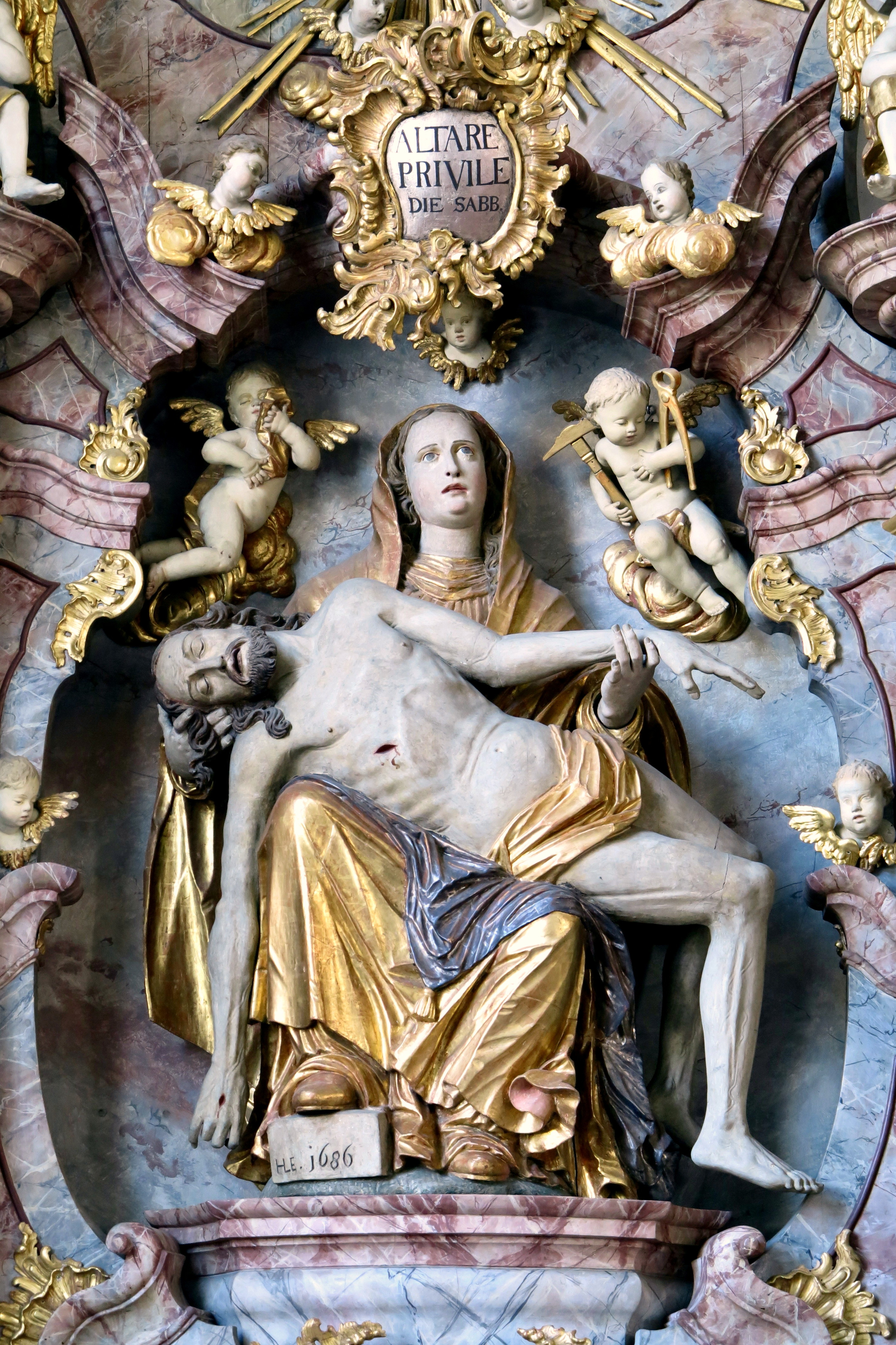
Pieta in Maria Rain

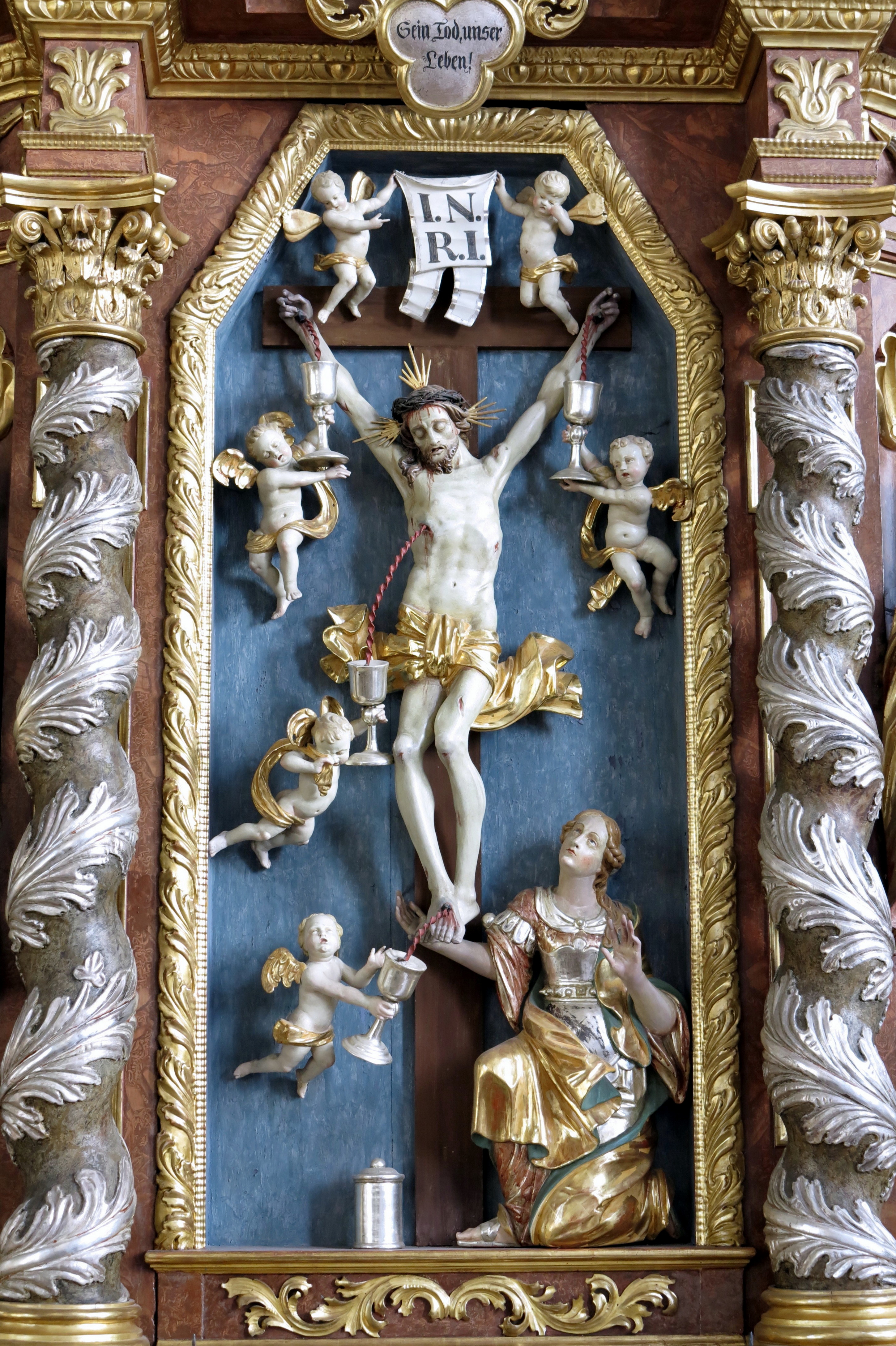
Seitenaltar in Oberthingau

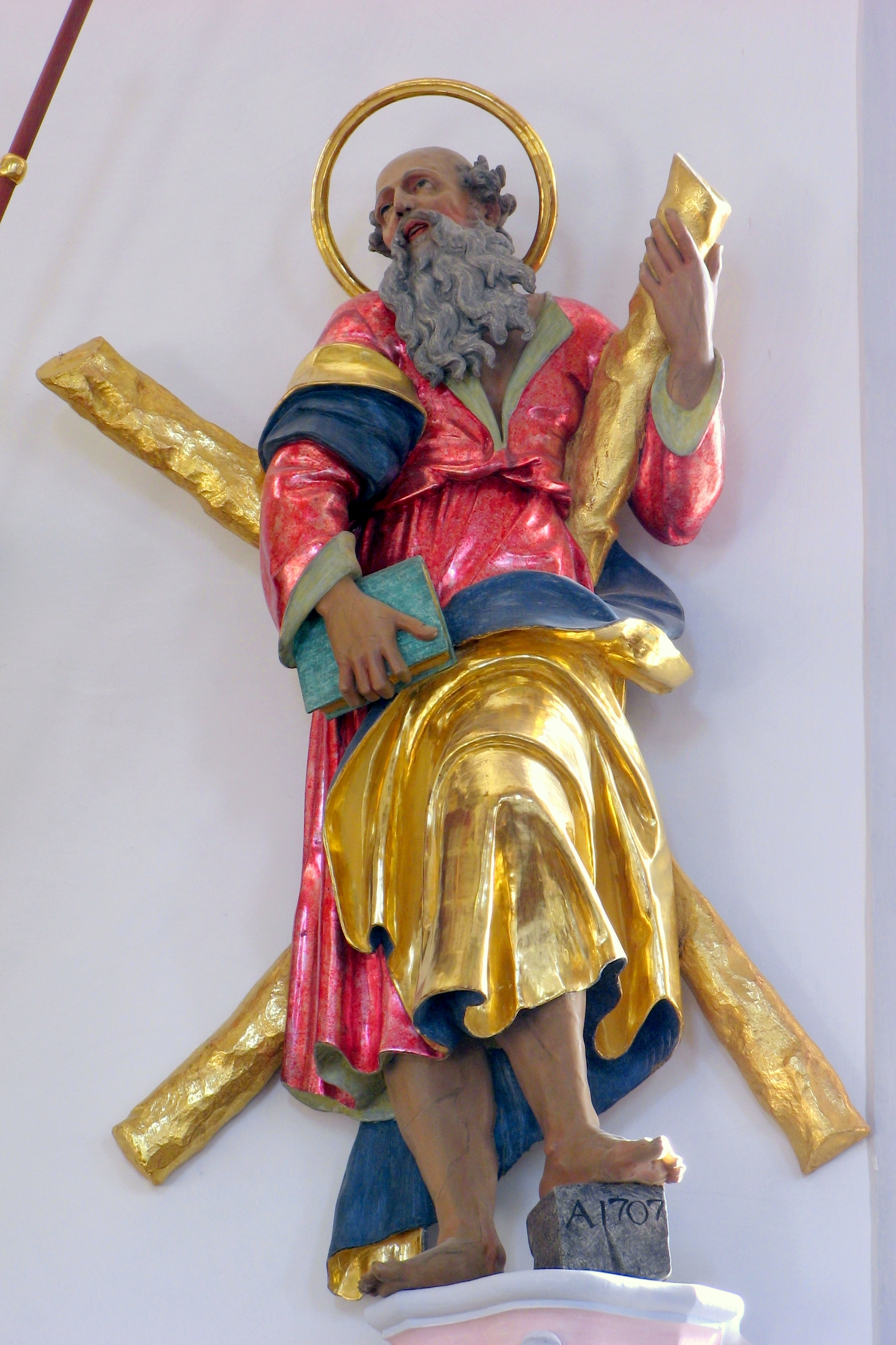
Apostel St. Andreas in Obergünzburg

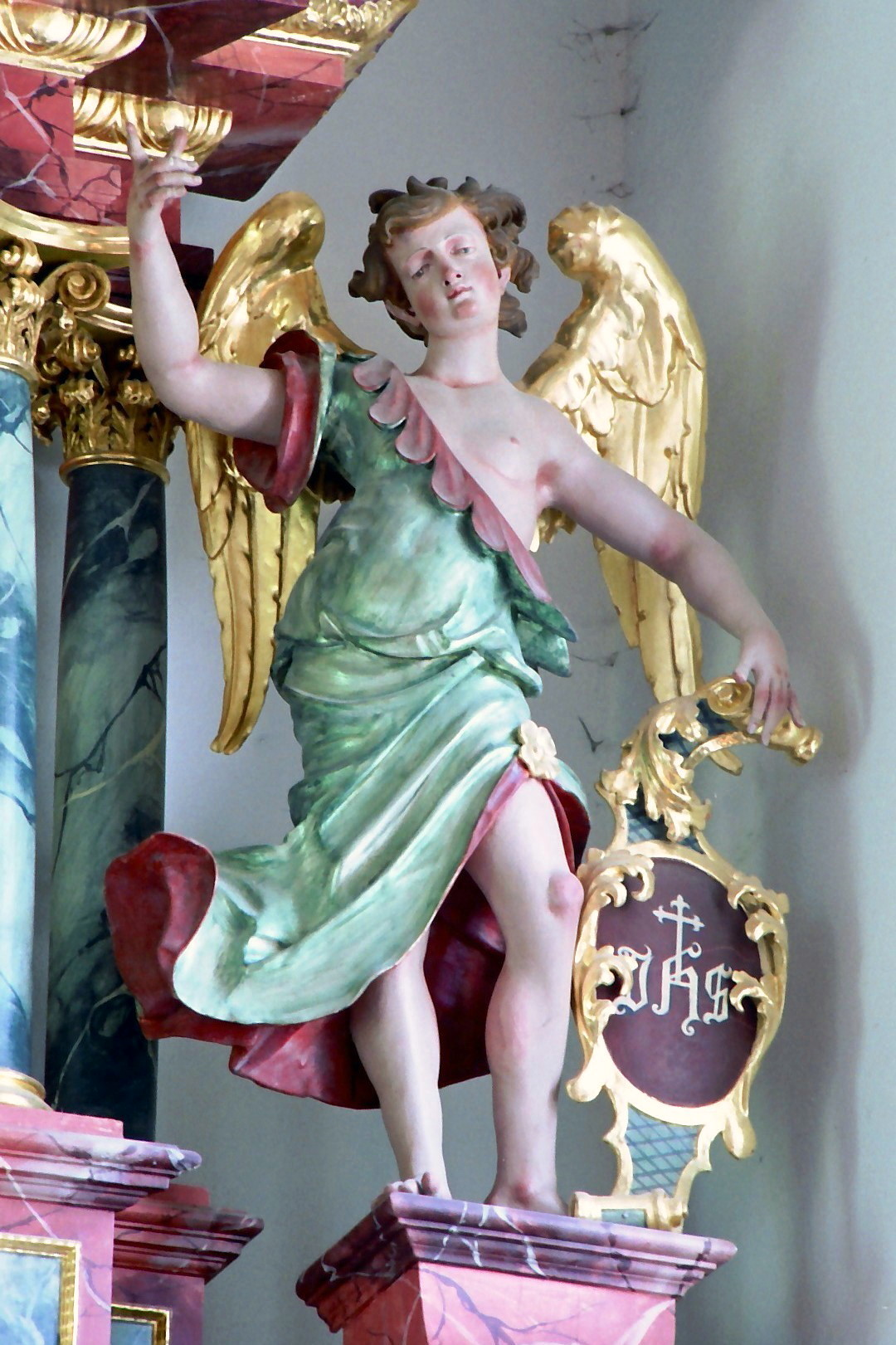
Engel in der Burgkirche Schöllang

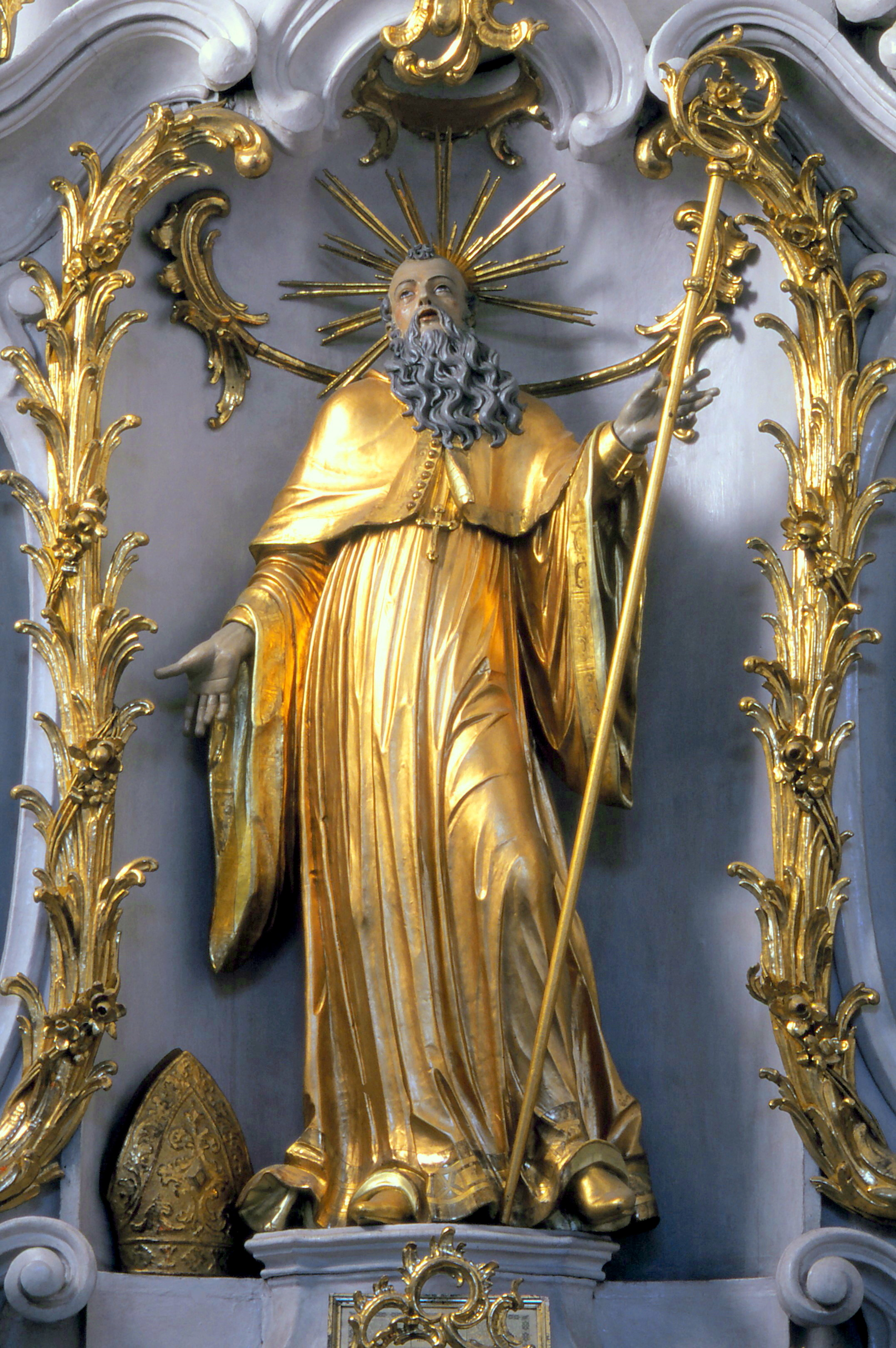
St. Benedikt in Heiligkreuz

Hans Ludwig Ertinger [d. J.], (* 1641 vermutlich in Wil in der Schweiz; † 1722 in Kempten) war ein deutscher Barockbildhauer. Als zweitältester Sohn des stiftkemptischen Hofmalers Johann Ludwig Ertinger [d. Ä.] war er Mitglied einer verzweigten Künstlerfamilie. Auch zwei seiner Söhne erlernten das Bildhauerhandwerk, allem Anschein nach beim Vater. Franz Ferdinand Ertinger (1669–1747) übernahm die väterliche Werkstatt, Philipp Jakob Ertinger (1672–1748) machte sich in Wien ansässig.

## Leben
Bei welchem Bildhauer Hans Ludwig Ertinger in die Lehre ging, ist nicht bekannt. Sicher ist jedoch, dass er seine Wanderjahre vorzugsweise im Salzburgischen zubrachte. Von dort, aus Saalfelden, holte er sich auch seine Ehefrau Emerenz Zehender. 1667 kehrte er in die Heimat zurück und ließ sich mit seinem jungen Weib zunächst in Immenstadt nieder. Da er seit 1669 vielfach auch schon für das Stift Kempten gearbeitet hatte, zog er 1773, kurz nach dem Tod seines Vaters, mit seiner Familie ebenfalls in die Stiftsstadt Kempten. Dort nahm er den Rang eines „Hofbildhauers“ ein. Im März 1718 bat Hans Ludwig Ertinger, mittlerweile 77 Jahre alt, das Stift um eine Unterstützung, weil er wegen seines Alters „nicht mehr schaffen“ konnte. Die Unterstützung wurde genehmigt, und der Hofbildhauer wurde sozusagen pensioniert. Offenbar war er auch nicht mehr in der Lage, in der von seinem Sohn weitergeführten Werkstatt mitzuarbeiten.

## Werkstatt
Die Ertinger-Werkstatt, in der von 1697/98 bis 1718, also rund 20 Jahre lang, neben Hans Ludwig auch der Sohn Franz Ferdinand mitarbeitete, war überaus produktiv. Hauptverbreitungsgebiet ist das heutige Oberallgäu, aber auch im benachbarten Ostallgäu lassen sich sehr viele Werke nachweisen. Da die archivalisch belegten Arbeiten aus der Werkstatt keine typische „Handschrift“ erkennen lassen, ist von einer wechselnden und manchmal auch größeren Zahl weiterer Mitarbeiter auszugehen, die zudem in der Werkstatt ziemlich freie Hand hatten. Dies mag auch dazu geführt haben, dass die Arbeiten eine stark schwankende Qualität aufweisen. Erstaunlicherweise lassen sich bei den bisher bekannten Arbeiten auch nur ganz wenige Wiederholungen feststellen, Figuren also, die auf eine gemeinsame Vorlage zurückgeführt werden können.

## Werkverzeichnis
Ein umfassendes Werkverzeichnis ist bislang nicht erstellt worden. Frühe Arbeiten aus der von Hans Ludwig Ertinger allein geführten Werkstatt gibt es an den folgenden Orten:
- Bühl am Alpsee (Stadt Immenstadt, Oberallgäu), um 1667
- Kempten (Allgäu), 1668/70
- Hinterstein (Markt Bad Hindelang, Oberallgäu), 1673
- Fischen im Allgäu (Kreis Oberallgäu), 1673/74
- Kirchhaslach (Kreis Unterallgäu), 1680/81
- Ermengerst (Gem. Wiggensbach, Oberallgäu), um 1680/90
- Wirlings (Markt Buchenberg, Oberallgäu), um 1680/90
- Kreuzthal (Markt Buchenberg, Oberallgäu), 1682
- Untermühlegg (Gem. Bolsterlang, Oberallgäu), 1684
- Maria Rain (Gem. Oy-Mittelberg, Oberallgäu), 1686
- Bertoldshofen (Stadt Marktoberdorf, Ostallgäu), 1690
- Oberthingau (Markt Unterthingau, Ostallgäu), ab 1694
- Hörmanshofen (Gem. Biessenhofen, Ostallgäu), vor 1695
- Stötten am Auerberg (Kreis Ostallgäu), 1695/96

Ab etwa 1697/98 bis zur „Pensionierung“ von Hans Ludwig Ertinger muss davon ausgegangen werden, dass dessen Sohn Franz Ferdinand in zunehmender Weise an der Werkstattführung beteiligt war und Schnitzwerke nach seinen Vorstellungen anfertigte. Gelegentlich durfte er auch schon persönlich abrechnen (Beispiel: Burgkirche Schöllang 1707/08). Bei allen Arbeiten aus dieser Periode ist eine Unterscheidung der Hände nicht möglich und auch nicht sinnvoll.
- Oberthingau (Markt Unterthingau, Ostallgäu), 1697–1702
- Altusried (Kreis Oberallgäu), um 1700
- Geretshausen (Gem. Weil, Kreis Landsberg am Lech), um 1700
- Martinszell (Gem. Waltenhofen, Oberallgäu), um 1700
- Memhölz (Gem. Waltenhofen, Oberallgäu), um 1700
- Weitnau (Markt Weitnau, Oberallgäu), um 1700
- Wildpoldsried (Kreis Oberallgäu), um 1700
- Willofs (Markt Obergünzburg, Ostallgäu), 1701/02
- Stötten am Auerberg (Kreis Ostallgäu), 1702/03
- Wasserburg (Kreis Lindau), 1705
- Obergünzburg (Kreis Ostallgäu), 1707f
- Ebenhofen (Gem. Biessenhofen, Ostallgäu), 1706f
- Schöllang (Markt Oberstdorf, Oberallgäu), 1707/08
- Sankt Alban (Görwangs, Gem. Aitrang, Ostallgäu), um 1710 (?)
- Betzigau (Kreis Oberallgäu), 1710/20
- Heiligkreuz (Stadt Kempten), 1713
- Stöttwang (Kreis Ostallgäu), 1716/19
- Waltenhofen (Kreis Oberallgäu), frühes 18. Jahrhundert